# جون كابيلين
جون كابيلين هو محامي وسياسي نرويجي، ولد في 25 فبراير 1889 في Skogn ‏ في النرويج، وتوفي في 18 أكتوبر 1947 في تروندهايم في النرويج. نشط حزبياً في حزب المحافظين. وقد انتخب mayor of Trondheim ‏ (1931 – 1934) وانتخب County Governor of Sør-Trøndelag ‏ (1940 – 1947) وانتخب Minister of Justice and Public Security ‏ (25 يونيو 1945 – 5 نوفمبر 1945).